# Естонська хокейна федерація
Естонська хокейна федерація (ест. Eesti Jäähoki Liit) — організація, яка займається проведенням на території Естонії змагань з хокею із шайбою. Утворена 4 травня 1992 року, член з 17 лютого 1935 по 27 квітня 1946 роки і знову з 1992 року. У країні 14 клубів, близько 1,510 гравців (понад 305 з них — дорослі), 2 Палаци спорту і 2 криті майданчики зі штучним льодом. Найбільші зали: Таллінн («Ліннахалль» — 350 місць), Кохтла-Ярве («Спортцентр» — 2000 місць), новий палац «Рокааль-Маре Суурхалль» (у Таллінні) на 6000 місць. 
Хокей із шайбою почав розвиватися в Естонії на початку 1930-х років у Таллінні та Тарту. Попри те, що у 1935 році Естонія вступила до ІІХФ, збірна не брала участі у міжнародних турнірах, а обмежувалася товариськими матчами зі збірними Фінляндії, Латвії та Литви. Провідні клуби Естонії брали участь у чемпіонатах СРСР: «Динамо» (Таллінн) — 1946—1953 (вища ліга), «Кренгольм» (Нарва) і «Таллекс» (Таллінн) — 1975—1992 (друга і перша ліга). 
Перші п'ять чемпіонатів Естонії були проведені у 1934—1940 роки. Чемпіонами Естонії ставали: «Калев» (Таллінн) — 2, АСК (Тарту) — 2, «Спорт» (Таллінн) — 1. Чемпіони Естонії у 1990-ті роки: «Кренгольм» (Нарва) — 1992—1996, 1998, «Вялков-494» (Тарту) — 1997, 1999. 
Збірна Естонії перший міжнародний матч провела 20 лютого 1937 року у Гельсінкі зі збірної Фінляндії і поступилася 1:2. На рубежі 1930—40-х років збірна Естонії зіграла лише 8 матчів. Останній матч відбувся 5 березня 1941 року у Каунасі зі збірною Литви і завершився перемогою 2:0. Через 51 рік збірна Естонії відновила своє існування і перший матч провела 6 листопада 1992 року у Ризі проти збірної Литви і перемогла 6:1. Найкраще досягнення команди на ЧС — 3-є місце у групі В 1998. На зимових Олімпійських іграх не виступала. 
Найкращими гравцями ЧС визнавалися: захисник В. Кульпін, нападники Едуард Валіуллін, І. Осипенко. 
Найсильніші гравці Естонії різних років:
- воротарі: А. Ахі, В. Скворцов, А. Терентьєв;
- захисники: А. Агневщиков, Г. Рижков, В. Кульпін, О. Трубачов, Д. Родін, Р. Починок, П. Сілдре, Н. Кухарук, Є. Варламов;
- нападники: Едуард Валіуллін, І. Осипенков, І. Логінов, М. Коршунов, А. Захаров, В. Лебедєв, О. Сілдре, Т. Суурсоо, С. Морковніков, С. Бойков, О. Пузанов, М. Парвоя, А. Дмитрієв, Г. Козлов, М. Козлов, А. Зорні, С. Тулзаков, Д. Раскидаєв, А. Філіппов, М. Мурміло, В. Андрєєв, Андрій Макров.